# António Agostinho Neto
Agostinho Neto (rojen kot António Agostinho Neto), angolski zdravnik, pesnik, marksist in politik, * 17. september 1922, Icolo e Bengo, Angola, † 10. september 1979, Moskva, Sovjetska zveza.
Neto je bil prvi predsednik Angole po osamosvojitvi od Portugalske; položaj je zasedal med 11. novembrom 1975 in 10. septembrom 1979. Ustanovil je tudi marksistično Ljudsko gibanje za osvoboditev Angole (MPLA).